# Het Nieuwsblad

Das Logo des Nieuwsblad

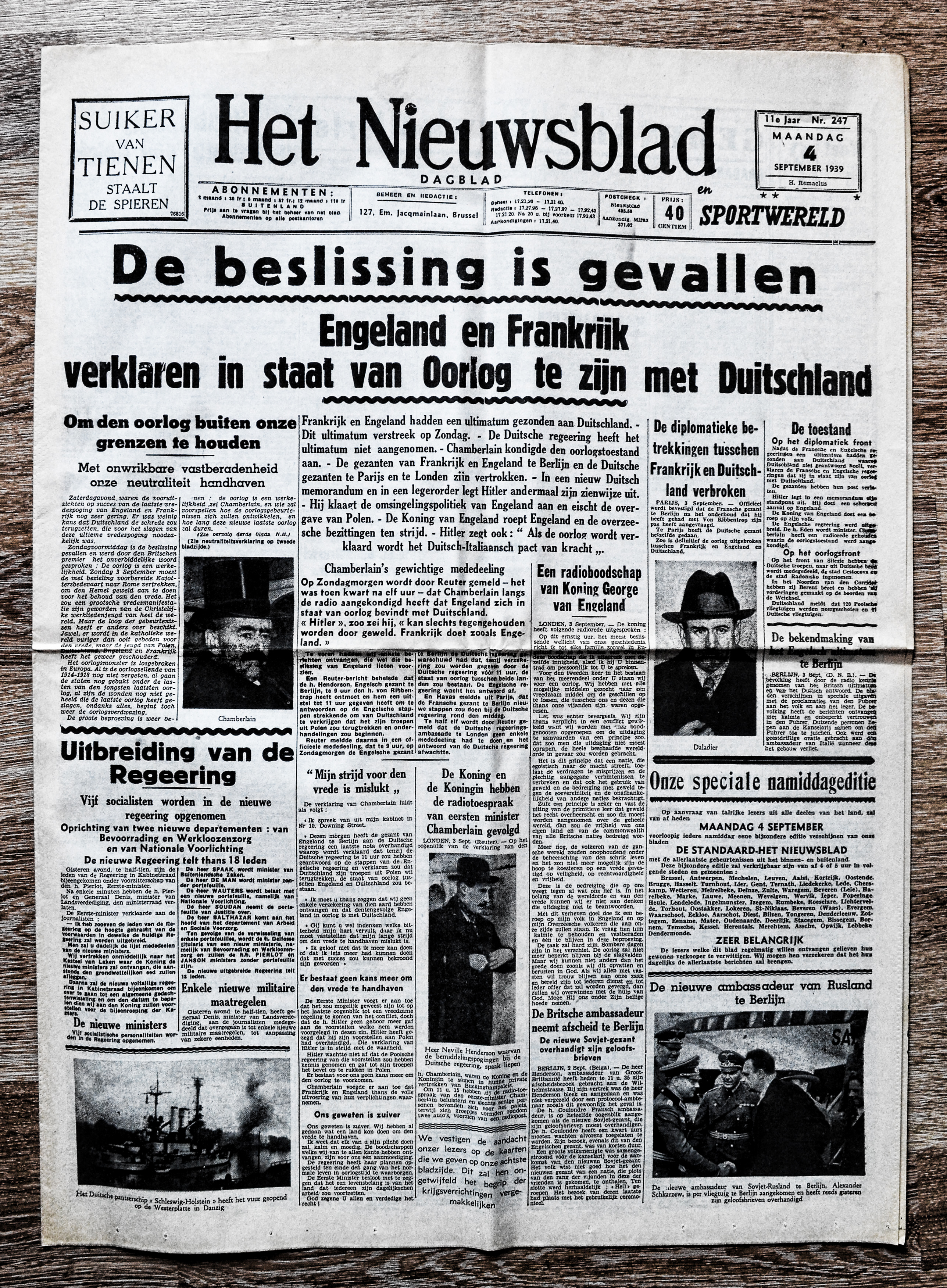
„Het Nieuwsblad“ 1939.

Het Nieuwsblad ist eine niederländischsprachige Tageszeitung aus Belgien. Sie wird ebenso wie De Standaard und Het Volk durch die das Medienunternehmen Corelio (früher VUM) herausgegeben. Sie zählt zu den populären Zeitungen wie zum Beispiel auch Het laatste Nieuws. Großen Teil des Inhalts machen Sport und regionalen Themen aus.
Seit 2003 gibt es eine Sonntagsausgabe, welche ausschließlich bei Bäckern und Zeitungskiosken verkauft wird. Die Zeitung erscheint seit Oktober 2005 in einem kleineren Format. 2008 wurde Het Volk in die Zeitung eingegliedert.

## Auflage
Im Jahr 2006 verkaufte sich die Zeitung 212.000-mal (kombiniert mit De Gentenaar). Die Anzahl der Leser lag bei ca. 800.000 Menschen täglich. Damit war diese Kombination die am zweithäufigsten verkaufte in Belgien, nach Het Laatste Nieuws-De Nieuwe Gazet. Het Nieuwsblad op Zondag hatte eine Auflage von 100.000.
Im Jahr 2024 wurden gedruckt rund 140.000 Exemplare verkauft, über andere Vertriebsformen 48.000 (einschließlich 20.000 online-Abonnements).